# Municipio de Springfield (condado de Clark)
El municipio de Springfield (en inglés: Springfield Township) es un municipio ubicado en el condado de Clark en el estado estadounidense de Ohio. En el año 2010 tenía una población de 12237 habitantes y una densidad poblacional de 148,72 personas por km².

## Geografía
El municipio de Springfield se encuentra ubicado en las coordenadas 39°52′52″N 83°45′16″O / 39.88111, -83.75444. Según la Oficina del Censo de los Estados Unidos, el municipio tiene una superficie total de 82.28 km², de la cual 81.78 km² corresponden a tierra firme y (0.61%) 0.5 km² es agua.

## Demografía
Según el censo de 2010, había 12237 personas residiendo en el municipio de Springfield. La densidad de población era de 148,72 hab./km². De los 12237 habitantes, el municipio de Springfield estaba compuesto por el 94.81% blancos, el 2.86% eran afroamericanos, el 0.19% eran amerindios, el 0.42% eran asiáticos, el 0.02% eran isleños del Pacífico, el 0.35% eran de otras razas y el 1.35% pertenecían a dos o más razas. Del total de la población el 1.01% eran hispanos o latinos de cualquier raza.